# Route nationale 3 (Belgique)
Pour les articles homonymes, voir N3 et Route nationale 3.
La route nationale 3 (abrégée N 3) est une route faisant partie du réseau des routes nationales belges et relie la capitale, Bruxelles passe par Louvain, Tirlemont, Saint-Trond et Liège jusqu'à la frontière allemande près d'Aix-la-Chapelle. Sur une grande partie de son parcours, elle est parallèle à l'autoroute A3 Bruxelles—Aix-la-Chapelle qu'elle coupe à trois reprises. Cette route traverse les trois régions belges (Région bruxelloise, Région flamande et Région wallonne) ainsi que les trois communautés de Belgique (française, flamande et germanophone).
Comme pour l'ensemble des routes nationales belges, ce sont dorénavant les Régions qui sont compétentes sur leurs territoires respectifs pour la gestion du réseau.

## Histoire
Dans le duché de Brabant, la construction de la route a commencé en 1709 avec la construction du tronçon entre Bruxelles et Louvain. La construction s'est poursuivie en 1715-1716 lors de la construction de la section entre Louvain et Tirlemont. En 1719, le tronçon entre Tirlemont et Saint-Trond a également été terminé.
Le 21 novembre 1715, le prince-évêque Joseph-Clément de Bavière a approuvé la construction d'une route reliant Liège à Saint-Trond. Elle a été la première rue pavée (chaussée) dans la principauté de Liège. Un peu moins d'un an plus tard, le 24 septembre 1716, le prince-évêque décide de construire une route reliant Liège à Verviers par Herve.

## Parcours

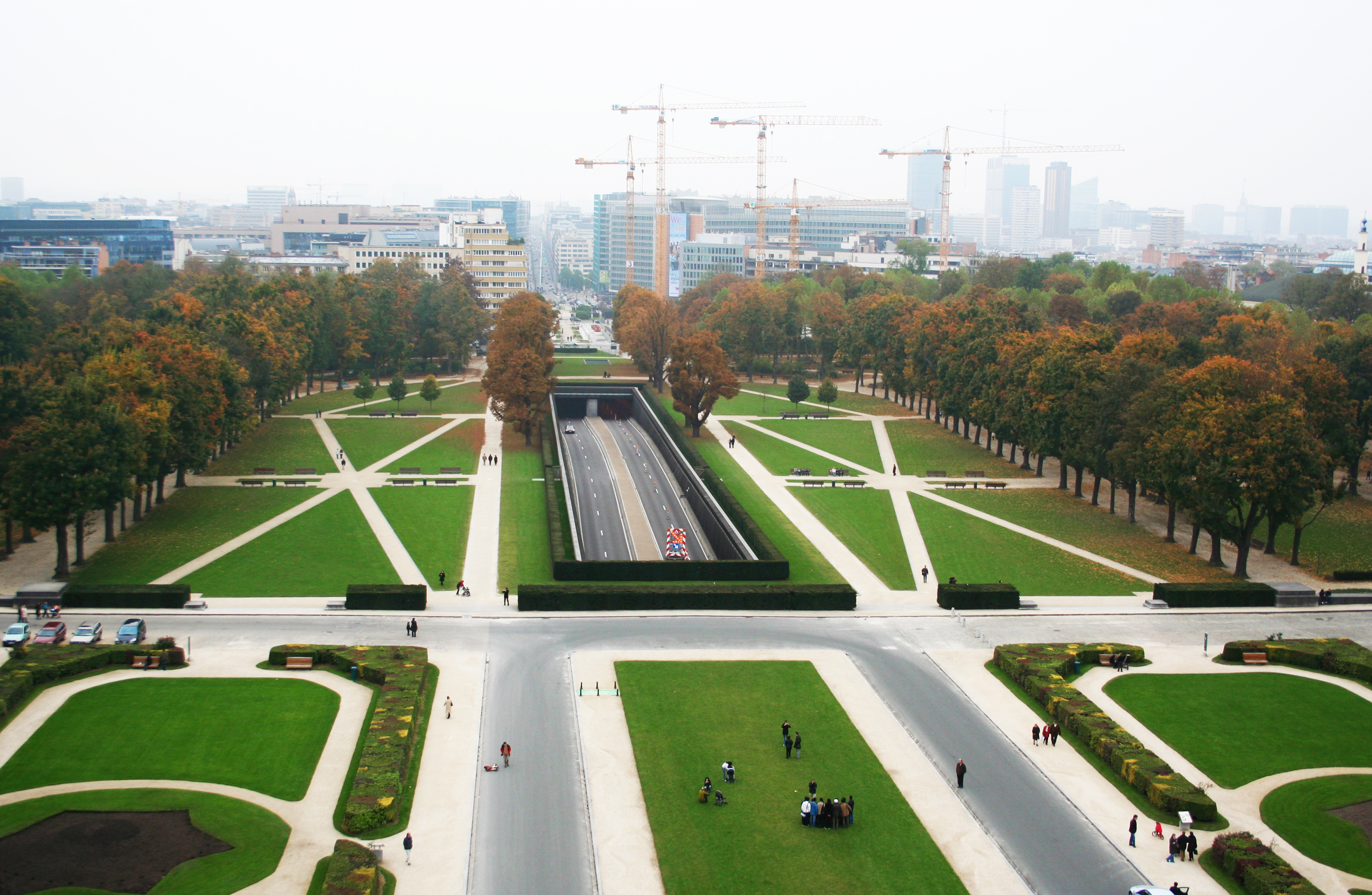
La N3 entunnelée et passant en dessous du Cinquantenaire

La route nationale 3 commence au niveau de la petite ceinture de Bruxelles au niveau du croisement Arts-Loi. En direction du centre-ville, la route porte le nom de Rue de la Loi tandis qu'en direction de Louvain elle porte le nom de Rue Belliard. Elle passe sous le Parc du Cinquantenaire via le tunnel Belliard et le tunnel Tervueren pour se poursuivre par l'avenue de Tervueren. L'avenue traverse Etterbeek, le square Montgomery, Woluwe-Saint-Pierre, passe à proximité du parc de Woluwe et du parc Parmentier avant Auderghem et l'intersection avec la chaussée de Tervueren. Après cette intersection la route retourne à Woluwe-Saint-Pierre où se trouve le croisement le ring de Bruxelles, après avoir traversé la limite de la région de Bruxelles-Capitale. Elle poursuit ensuite jusque Tervuren.
Avant d'arriver à Louvain, elle croise l'autoroute A3 au niveau de Bertem. Arrivé à Louvain, son tracé est conjoint à celui de la route nationale 2 car elles suivent le tracé du périphérique urbain. La route s'étend ensuite entre Louvain et Tirlemont parallèlement à l'autoroute et à la ligne à grande vitesse 2. À Saint-Trond, la route entre dans la province de Limbourg tandis que plus loin, à Oreye, la route entre en région wallonne dans la province de Liège. La route traverse à nouveau l'A3 au niveau de Loncin puis passe par Ans et le centre-ville de Liège. Ensuite, au nord, elle croise encore pour une troisième fois l'autoroute A3 au niveau de Soumagne. La N3 entre pour finir en communauté germanophone où elle traverse encore deux communes, Lontzen et La Calamine, avant d'arriver à la frontière belgo-allemande où elle est remplacée par la Bundesstraße 264.

## Anecdotes
- Près de Tervuren, la N3 passe devant le Musée Royal de l'Afrique Centrale.
- La N3 est fréquemment utilisée pour éviter les foules sur l'A3 voisine.